# Александар Воскресенски
Александар Абрамович Воскресенски (рус. Александр Абрамович Воскресенский; Торжок, 25. новембар 1809 — Санкт Петербург 21. јануар 1880) — био је руски хемичар.
Године 1838. постао је асистент на катедри за хемију на Петербуршком државном универзитету, а већ наредне године добија звање доктора природних наука. За дописног члана Петербуршке академије наука изабран је 1864. године. Од 1863. до 1867. обављао је функцију ректора на Петроградском универзитету.
Открио је и описао алкалоид теобромин који је интегрални део какаоа.